# 巴尔德圣比森特
巴尔德圣比森特，是西班牙坎塔布里亚的一个市镇。总面积51平方公里，总人口2604人（2001年），人口密度51人/平方公里。